# 拉吉德島 (南設得蘭群島)

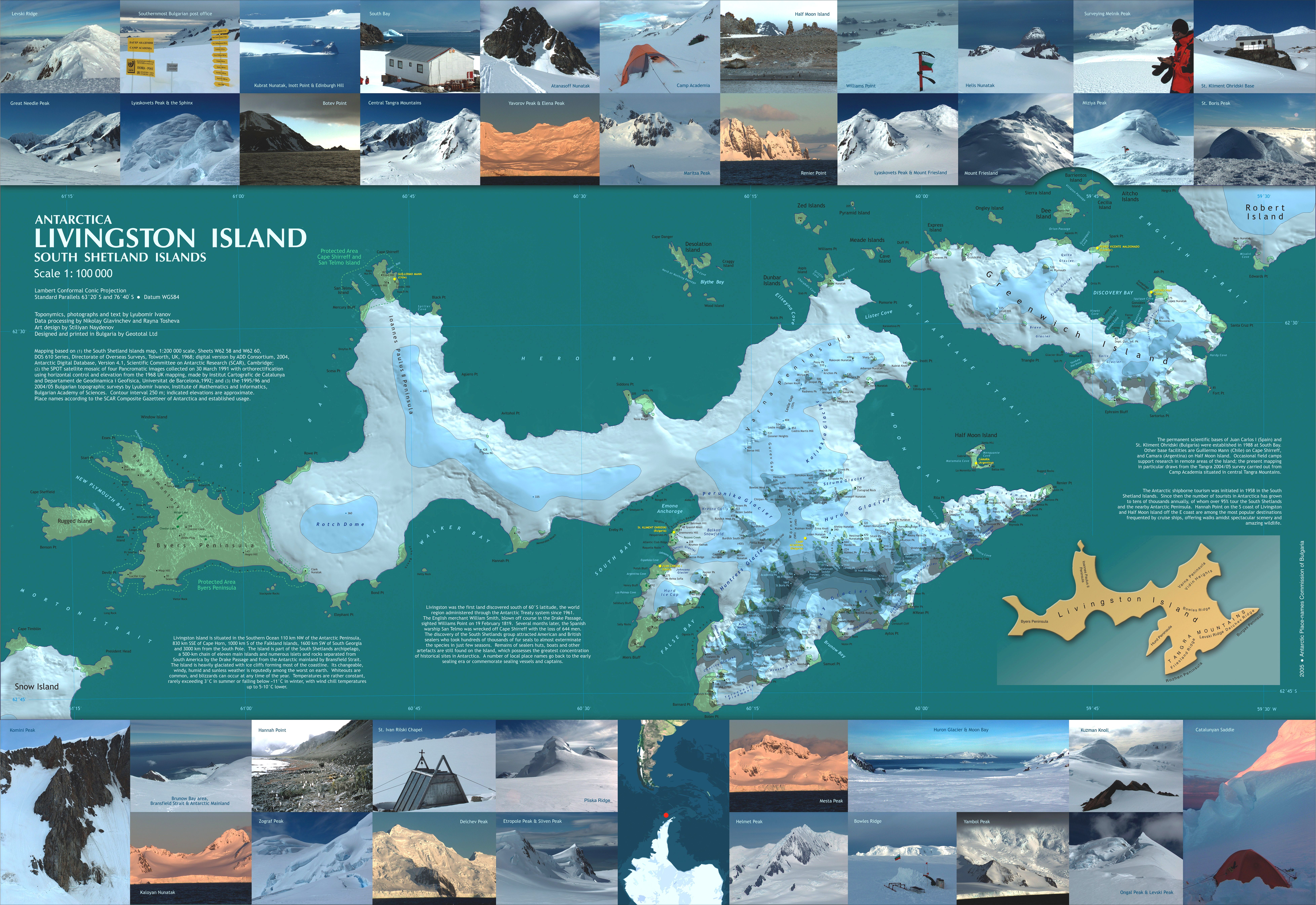

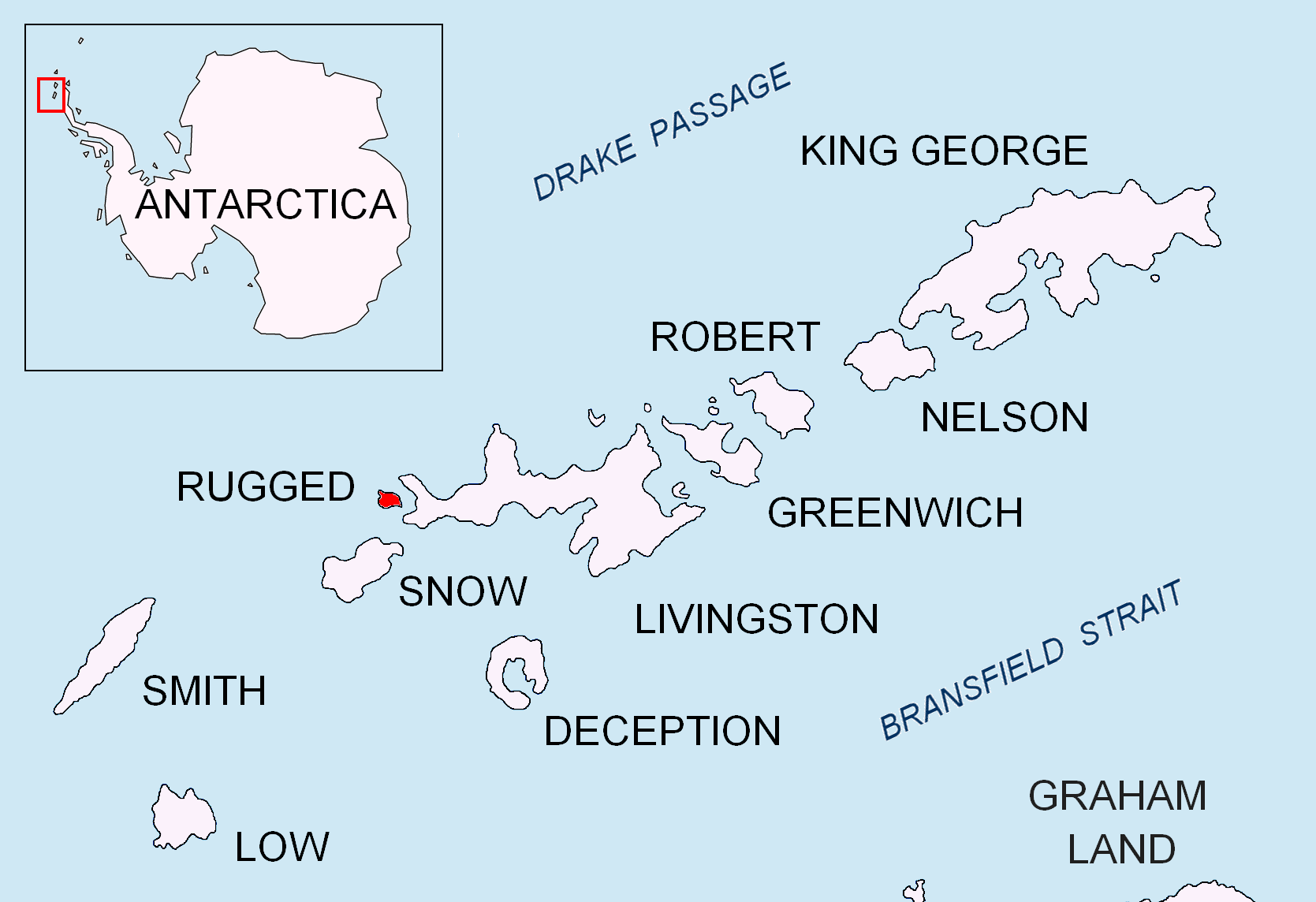

拉吉德島（英語：Rugged Island）是南極洲的島嶼，屬於南設得蘭群島中艾秋群島的一部分，長4.8公里、寬1.6公里，面積10.4平方公里，島上無人居住，英國、阿根廷和智利在南極條約體系下擱置對該島的領土主權要求。

## 外部連結
- Composite Antarctic Gazetteer（页面存档备份，存于）

62°38′S 61°15′W / 62.633°S 61.250°W